# Picotamide
Picotamide là một chất ức chế kết tập tiểu cầu. Nó hoạt động như một chất ức chế tổng hợp thromboxane và một chất ức chế thụ thể thromboxane, sau đó bằng cách sửa đổi các phản ứng của tế bào để kích hoạt thụ thể thromboxane. Picotamide được cấp phép tại Ý để điều trị huyết khối động mạch lâm sàng và bệnh động mạch ngoại biên.